# Nyagafunzo (vattendrag i Burundi, Ruyigi)
Nyagafunzo är ett vattendrag i Burundi.   Det ligger i provinsen Ruyigi, i den centrala delen av landet, 100 km öster om huvudstaden Bujumbura.
Omgivningarna runt Nyagafunzo är en mosaik av jordbruksmark och naturlig växtlighet. Runt Nyagafunzo är det ganska tätbefolkat, med 100 invånare per kvadratkilometer.